# Svatá Hora
Svatá Hora je významný barokní areál a poutní místo na vrchu (586 m) v Příbrami, zároveň jde také o samostatnou základní sídelní jednotku tohoto města. Areál Svaté Hory tvoří obdélný komplex ambitů o rozměrech 80 × 72 m se čtyřmi kaplemi v rozích, uvnitř na vysoké kamenné terase stojí původně gotický kostel Nanebevzetí Panny Marie, přestavěný a rozšířený v letech 1660–1673 za účasti architekta Carla Luraga. K severnímu křídlu ambitů přiléhá bývalá jezuitská rezidence (Svatohorská rezidence) a klášter a od severozápadního rohu komplexu vedou do Příbrami kryté schody. V letech 2015 a 2016 prošla Svatá Hora rozsáhlou rekonstrukcí.

## Popis

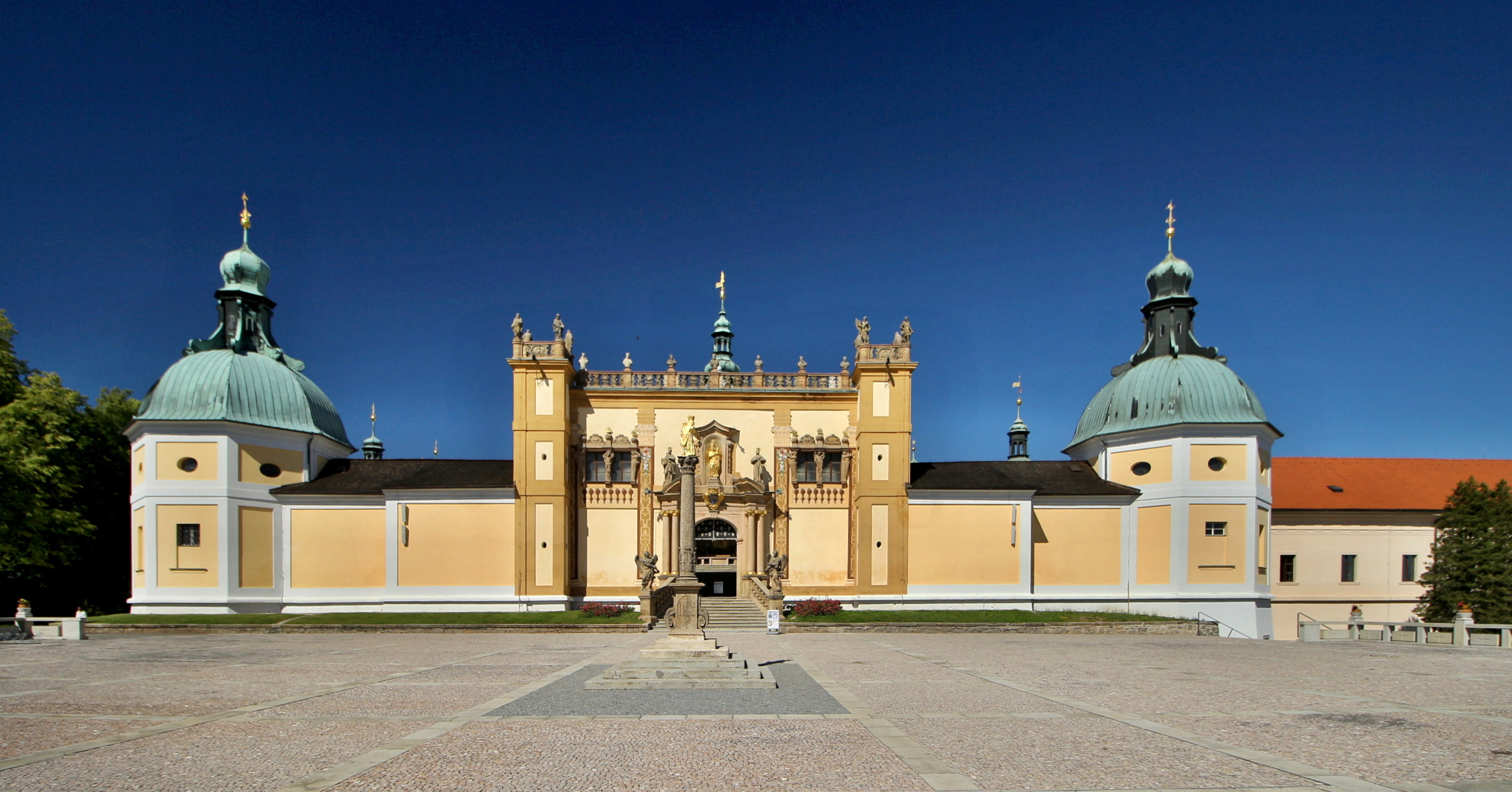
Svatá Hora, pohled na Pražský portál

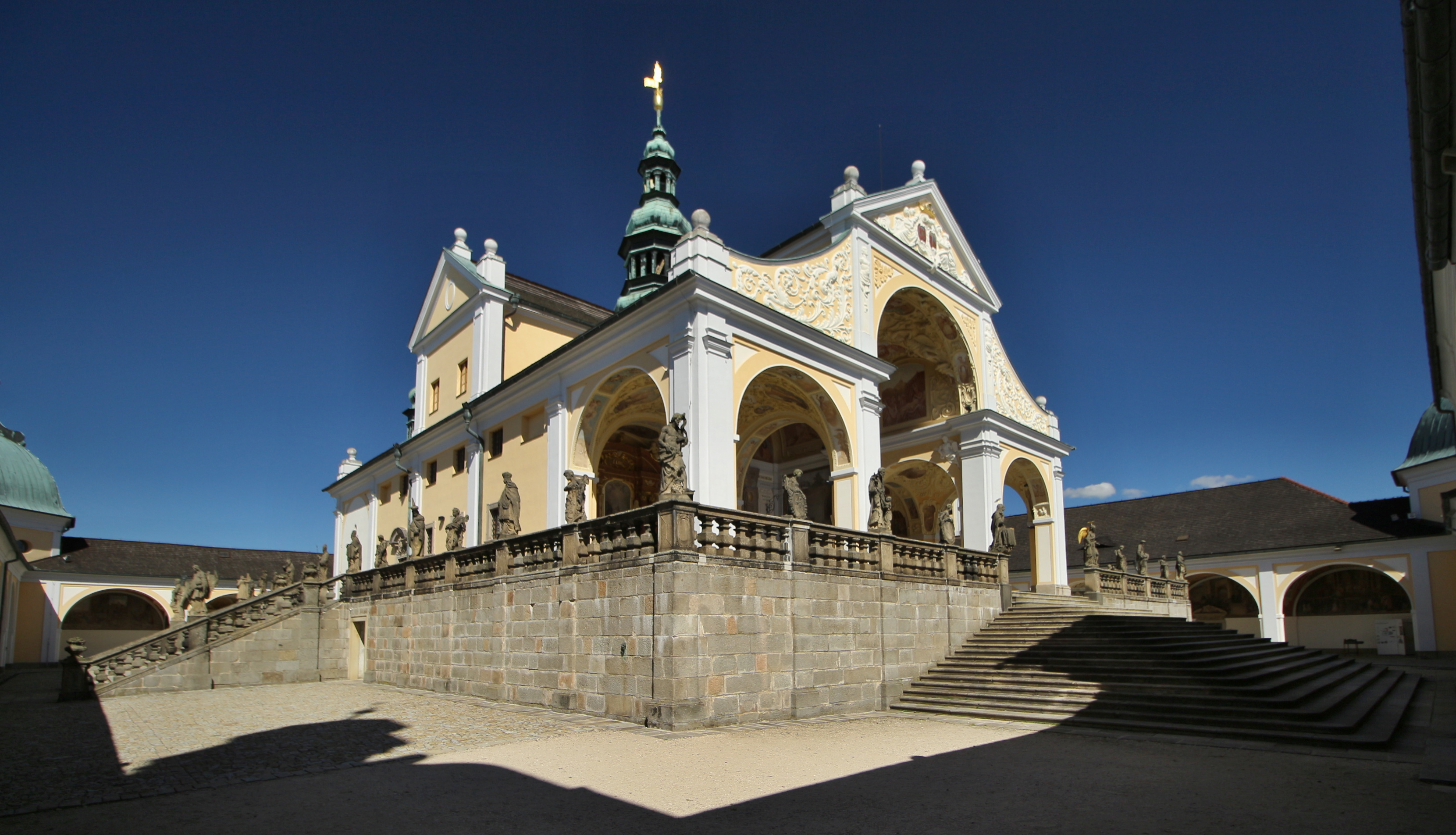
Poutní místo Svatá Hora v Příbrami

Hlavní vstup do areálu je od východu přes rozsáhlé dlážděné prostranství s mariánským sloupem z roku 1661 uprostřed. Východní křídlo ambitů je uprostřed prolomeno Pražským portálem z let 1702–1705 s plastikami proroků a svatých králů od Jana Brokoffa. Nad sloupovým portálem uprostřed je socha Panny Marie Svatohorské od Kiliána Ignáce Dienzenhofera z roku 1732. Uprostřed jižního křídla je kamenný Březnický portál z roku 1707 se sochami od Ondřeje Filipa Quitainera. V rozích ambitů jsou čtyři osmiboké kaple (Plzeňská, Pražská, Mníšecká a Březnická) s lucernami z let 1660–1667 podle plánů C. Luraga, s bohatou štukovou výzdobou od italských umělců. Na výzdobě interiéru pražské kaple se podílel pražský malíř Jan Jakub Stevens ze Steinfelsu. V jihovýchodním rohu kaple byl původně oltářní obraz Zvěstování Panny Marie od Petra Brandla z roku 1697, dnes v Národní galerii v Praze. V každém křídle ambitu jsou kromě toho dvě výklenkové kaple, většinou postavené na náklad různých šlechtických rodů. Otevřené arkádové kaple západní strany byly roku 1746 uzavřeny a roku 1751 propojeny s centrální kaplí Nanebevzetí Panny Marie. Kaple východní strany s arkádami postavili architekti Giovanni Domenico Orsi a Giovanni Domenico Canevale v letech 1674–1676.
Pod Plzeňskou kaplí se nalézá kaple sv. Máří Magdalény z roku 1665. Je vyzdobena umělými krápníky, její stavbu financoval generál Joannes de Lacron.
Uprostřed na kamenné terase s balustrádami, na niž vedou čtyři schodiště, stojí vlastní poutní chrám, původně obdélná gotická stavba ze 14.–15. století, přestavěná a obestavěná ze všech čtyř stran barokními kaplemi v letech 1658 až 1668.
Uvnitř kostela je stříbrný tepaný hlavní oltář postupně budovaný od roku 1684 (J. Kogler) do 1775 s lidovou gotickou soškou Panny Marie Svatohorské. Socha byla 22. června 1732 korunována pražským pomocným biskupem Janem Rudolfem Šporkem (synovec hraběte F. A. Šporka). Velmi bohatá štuková výzdoba klenby i stěn od S. Cereghettiho z roku 1665, barokní kované mříže a sochy. Fresky byly několikrát přemalovány, secesní zábradlí před hlavním oltářem navrhl R. Němec (1913), několik stříbrných soch z 20. století.
Severní křídlo residence postavil Carlo Lurago v letech 1662–1699, barokní sochy kalvárie a sv. Vojtěcha od M. Hubera. Asi 100 m jižně od ambitů je v lese pramen (studna) s kaplí. Z města vedou na Svatou Horu kryté „svaté schody“, po nichž se vystupovalo v kleče, postavené roku 1658 a upravené K. I. Dienzenhoferem v letech 1727–1729.

## Historie

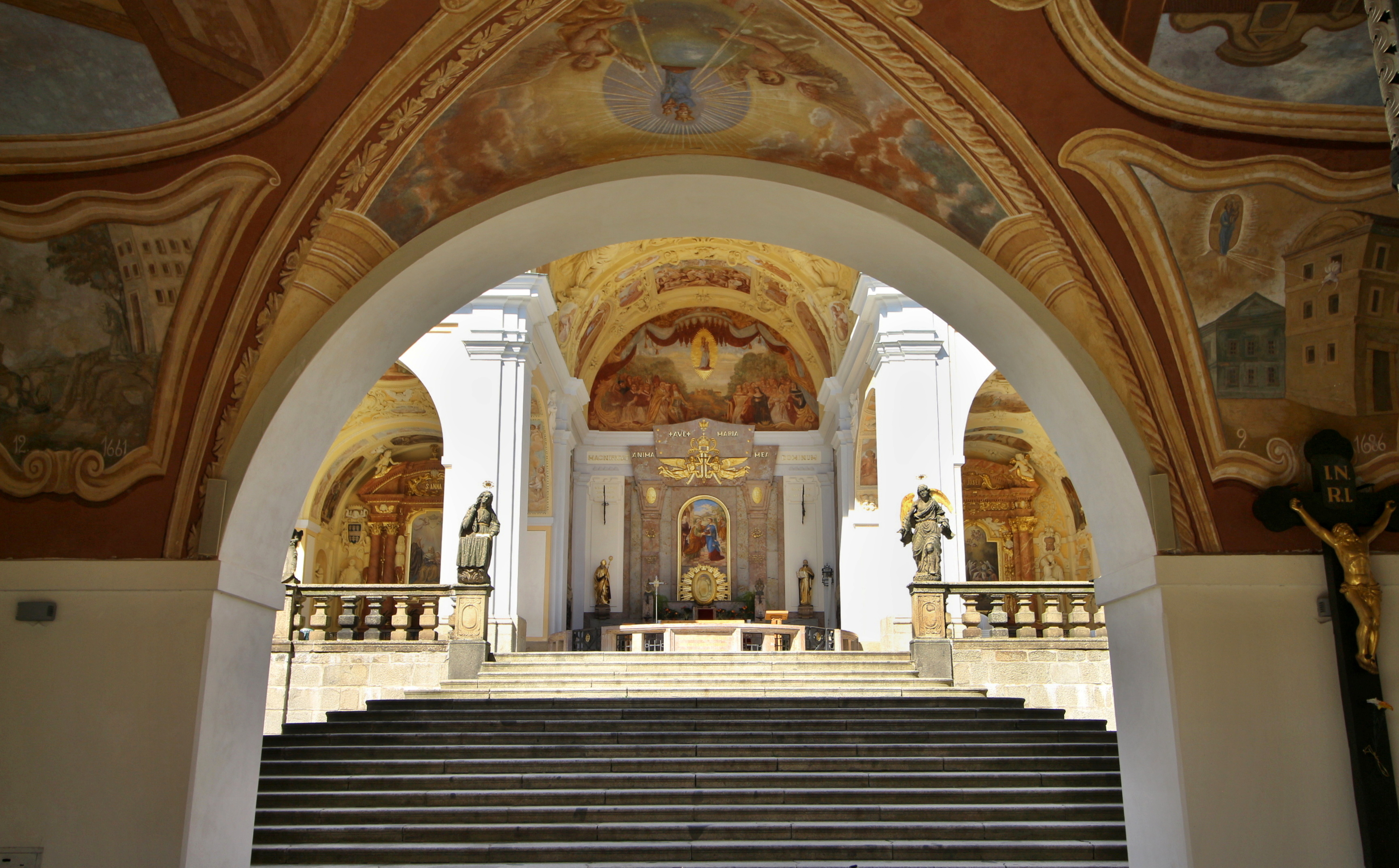
Vstup do kostela

Pramen v blízkosti poutního kostela naznačuje, že místo bylo cílem poutí velmi dávno. Roku 1348 daroval Karel IV. Příbram prvnímu pražskému arcibiskupovi Arnoštu z Pardubic, který zde prý často pobýval na svém hrádku Ernestinu. S tím patrně souvisí stavba původního kostelíka i soška, která byla v kapli jeho hradu v Příbrami. Když byl hrad 1574 zbořen, dostala se do měšťanských rukou.
Za třicetileté války byla Příbram silně zpustošena a po roce 1620 se v Příbrami usadili jezuité, kteří sošku přenesli na Svatou Horu. Od roku 1648 byl poutní areál velkoryse přestavěn pod vedením C. Luraga a protože byl cílem velkých poutí, byl různě přestavován a upravován až do 20. století. V roce 1732 byla Svatá Hora místem velké barokní slavnosti, když byla poutní socha Panny Marie Svatohorské slavnostně korunována.
| „                                                            | Nejosvícenější a nejdůstojnější Páni, Páni kapitulárové shromáždění za příčinou rozšíření úcty k Panně a Rodičce Boží v krajích nevěřících dobrotivě přivolili, aby socha téže Nejblahoslavenější Panny nesoucí na ruce Synáčka, vystavená ve svatohorském kostele důstojných Otců Tovaryšstva Ježíšova v arcidiecési pražské již po sto let zázraky proslulá, jež svědectvím Vikáře kapitulního stvrzeny jsou, na jejich vroucí prosby zlatou korunou korunována byla, postarají-li se o to, aby dvě zlaté koruny s odznaky nejdůstojnější kapituly Vatikánské nákladem a výlohami z pokladny téhož kostela svatohorského pořízeny byly. Pročež svěřeno bylo slavnostní korunování jménem Nejdůstojnějších Pánů s plnomocenstvími k tomu potřebnými nejosvícenějšímu a nejdůstojnějšímu pánu Rudolfovi ze Sporků, biskupovi Adratskému... | “ |
| — z korunovačního dekretu schváleného papežem Klementem XII. | |   |

### Poutní cesta z Březnice na Svatou Horu

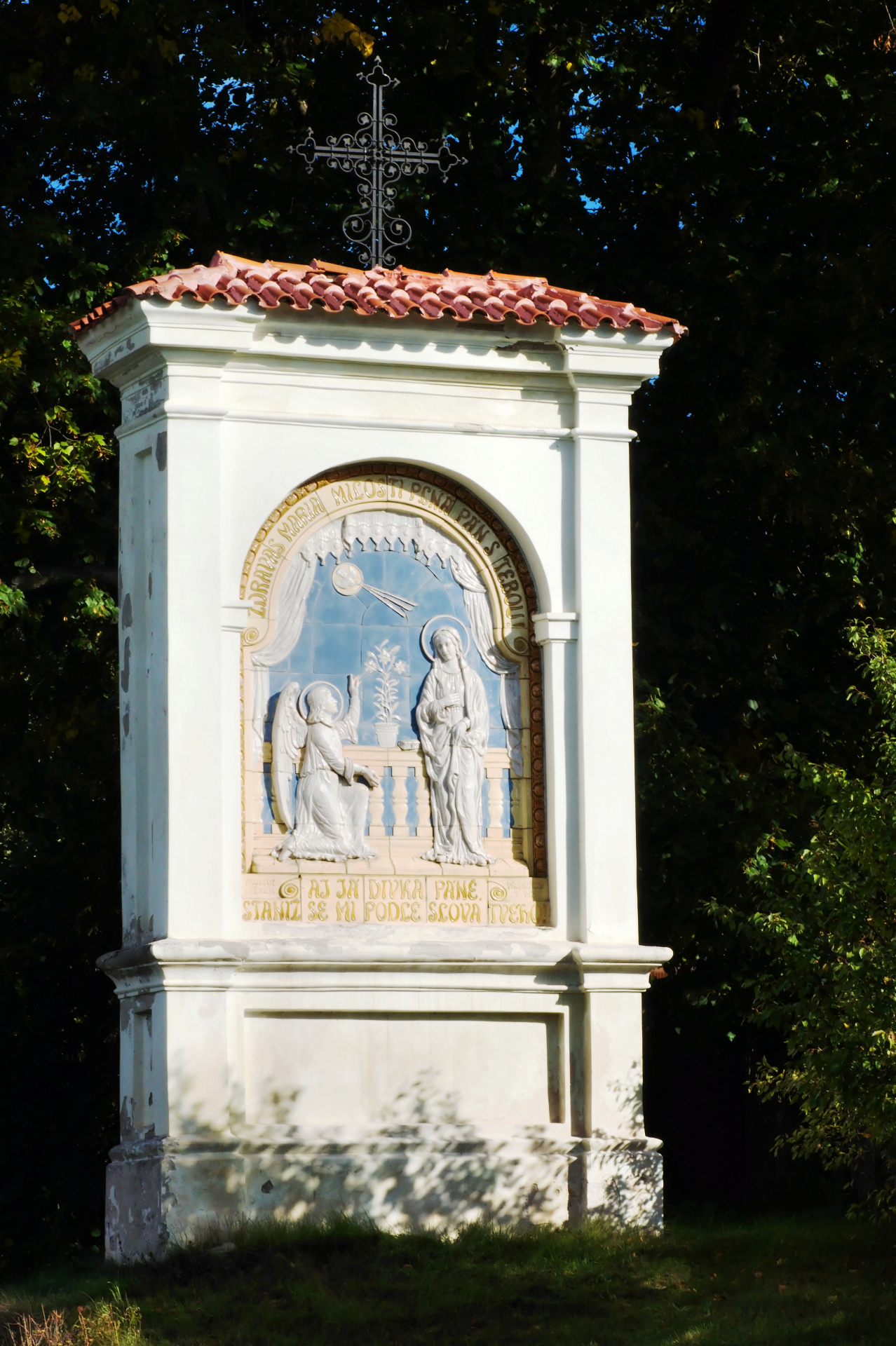
Křížová cesta z Březnice na Svatou Horu, II.kaple

Po bitvě na Bílé hoře se novým držitelem konfiskovaného panství v nedaleké Březnici stal Přibík Jeníšek z Újezda, který v rámci rekatolizace přivedl do města jezuity. Ti zde nechali postavit rezidenci, spravovali poutní místo na Svaté Hoře, pořádali poutě a roku 1649 nechali podél cesty do Příbrami vystavět 16 křížů vzdálených od sebe 1 km. Později byly na místě křížů vystavěny oboustranné výklenkové kaple, ve kterých byly obrazy znázorňující tajemství růžence (radostný, bolestný a slavný). Těchto kaplí se dochovalo osm. Cesta z Březnice na Svatou Horu vedla od kostela svatého Františka Xaverského a svatého Ignáce z Loyoly přes kamenný most, kde stojí první kaple v řadě. Druhá kaple stojí na okraji města u silnice směrem na Chrást. Ta byla opravena v roce 1929 a je ozdobena keramickými reliéfy Václava Fürsta. K 1. lednu 1965 byla prohlášena kulturní památkou. Poutní cesta dál vedla na Modřovice, Třebsko, Narysov a Zdaboř do Příbrami a na Svatou Horu. Dochované jsou dále kaple v řadě třetí až sedmá, a pak ještě devátá, která je v obci Třebsko.
Císař Josef II. sice pouti zakázal, zákaz se však nepodařilo prosadit a koncem 19. století zde bývalo o hlavní poutní slavnosti 7. července 20 až 25 tisíc poutníků. Roku 1861 byl areál předán redemptoristům, kteří zde s výjimkou let 1950–1990 působí dodnes.
Změna politické situace po roce 1948 a s ní související pronásledování katolické církve se projevila i na poklesu počtu poutníků. Zatímco ještě v roce 1948 připutovalo 80 000 poutníků, tak o čtyři roky později v roce 1952 to už bylo jen 5000 poutníků.
Madoně Svatohorské byla zasvěcena 34. kaple Svaté cesty z Prahy do Staré Boleslavi, založené jezuity roku 1674.

## Klášter Svatá Hora
Součástí poutního komplexu je budova kláštera, navazující na původně postavenou část residence jezuitů. Dnes zde žije komunita Kongregace Nejsvětějšího Vykupitele (redemptoristé), kteří se starají o duchovní správu místa a několika farností v okolí.

## Galerie

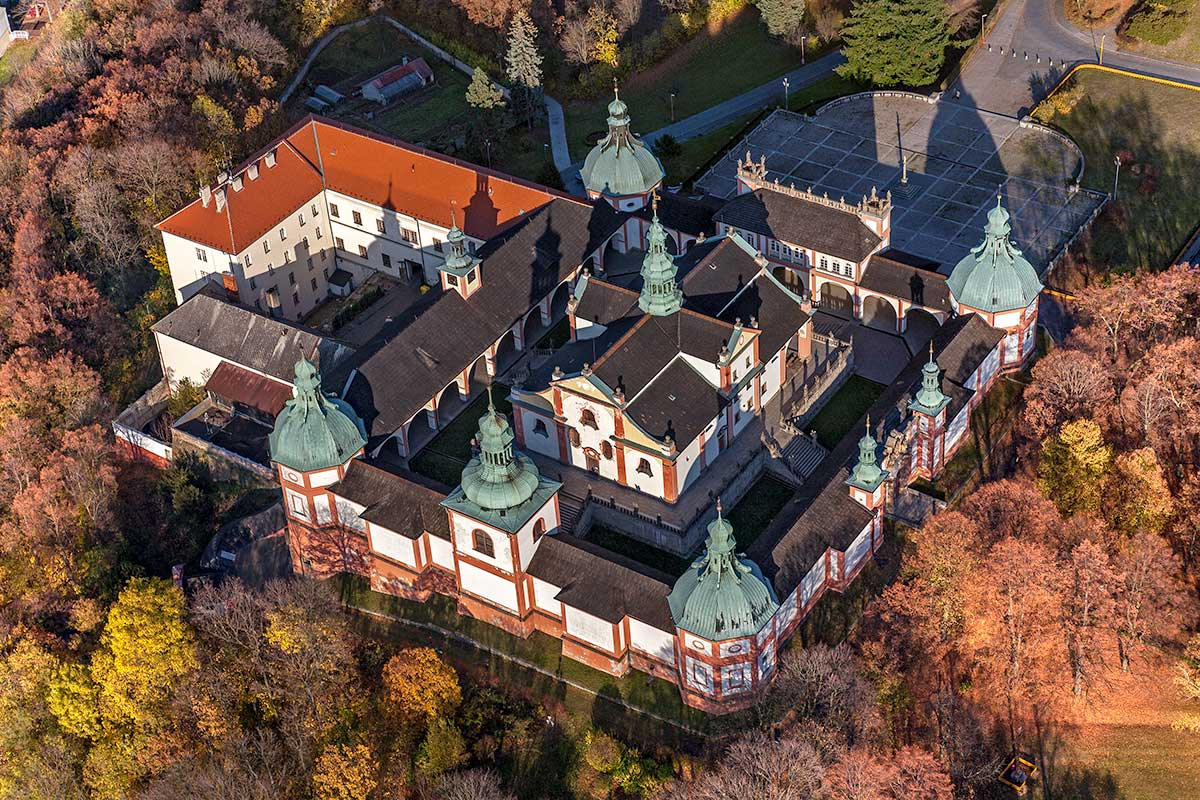
Svatá Hora, letecký pohled
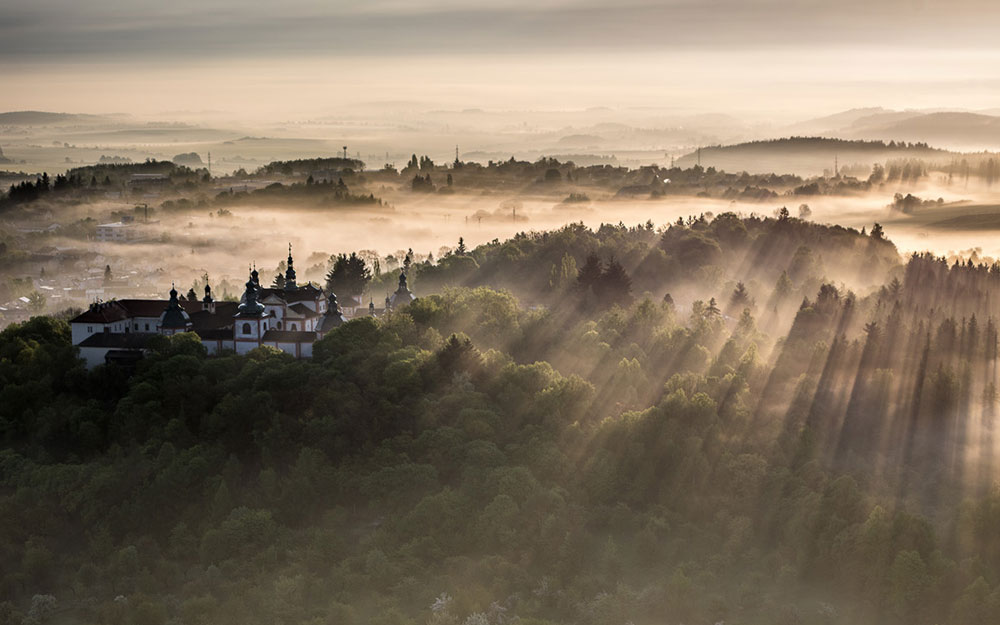
Svatá Hora, letecký pohled
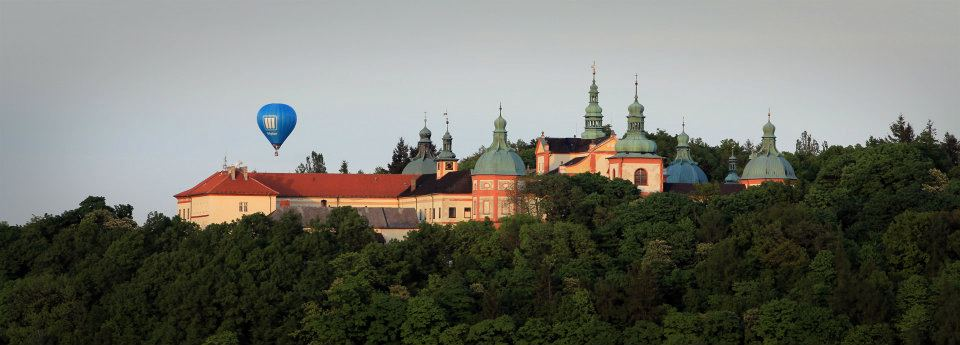
Svatá Hora ze západní strany
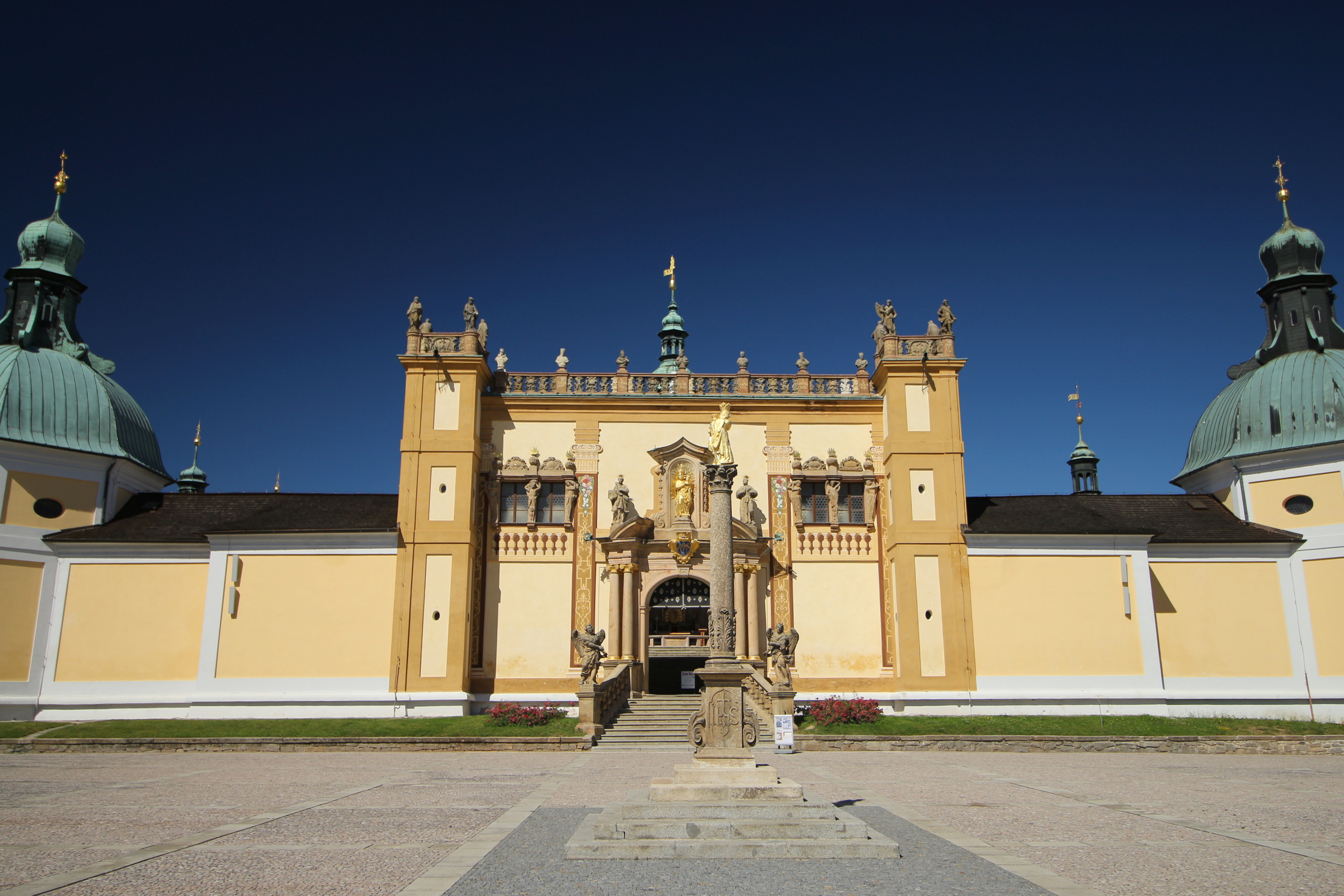
Pražská brána(hlavní vstup do areálu) po rekonstrukci
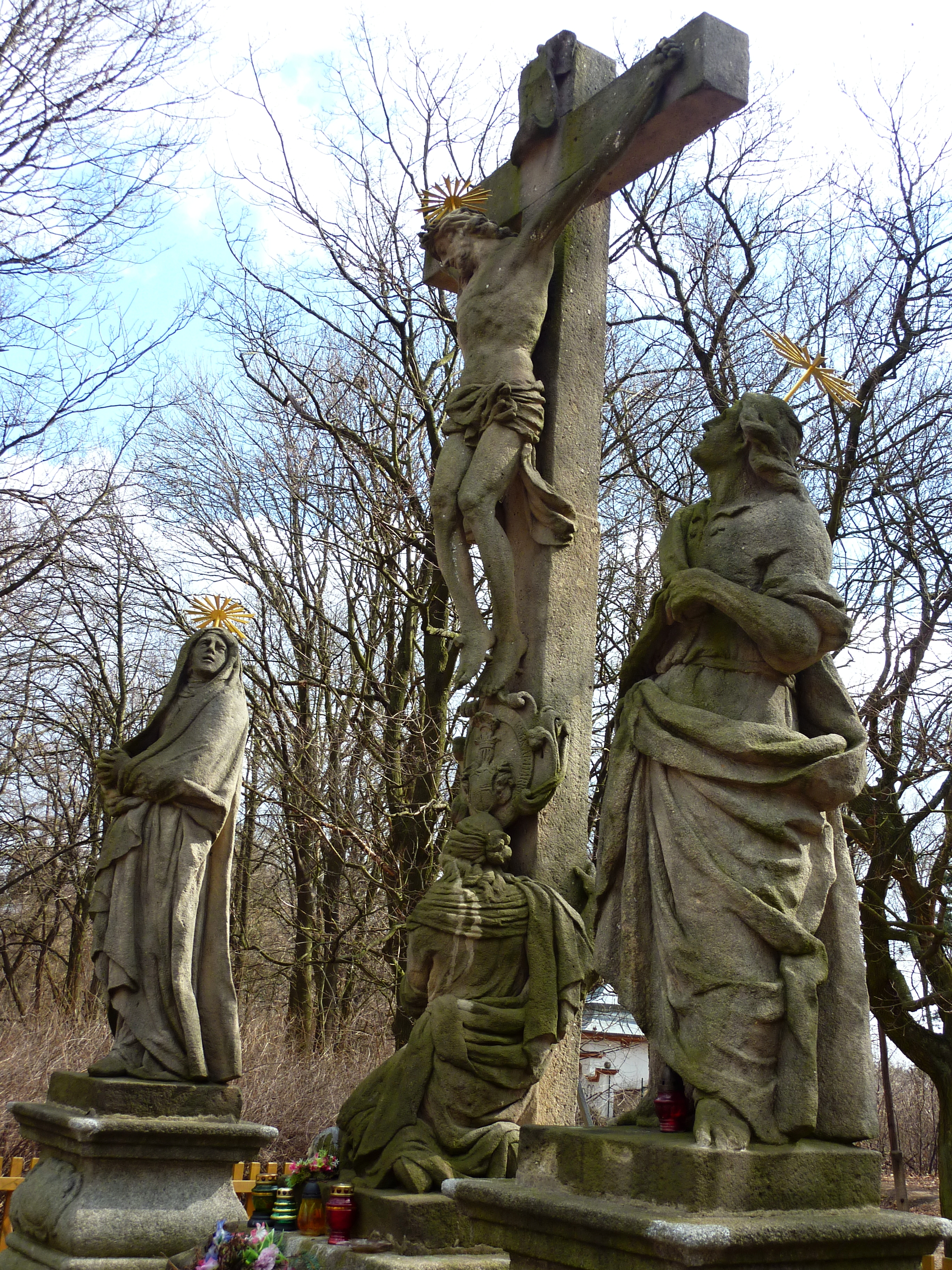
Sousoší Kalvárie v parku na Svaté Hoře
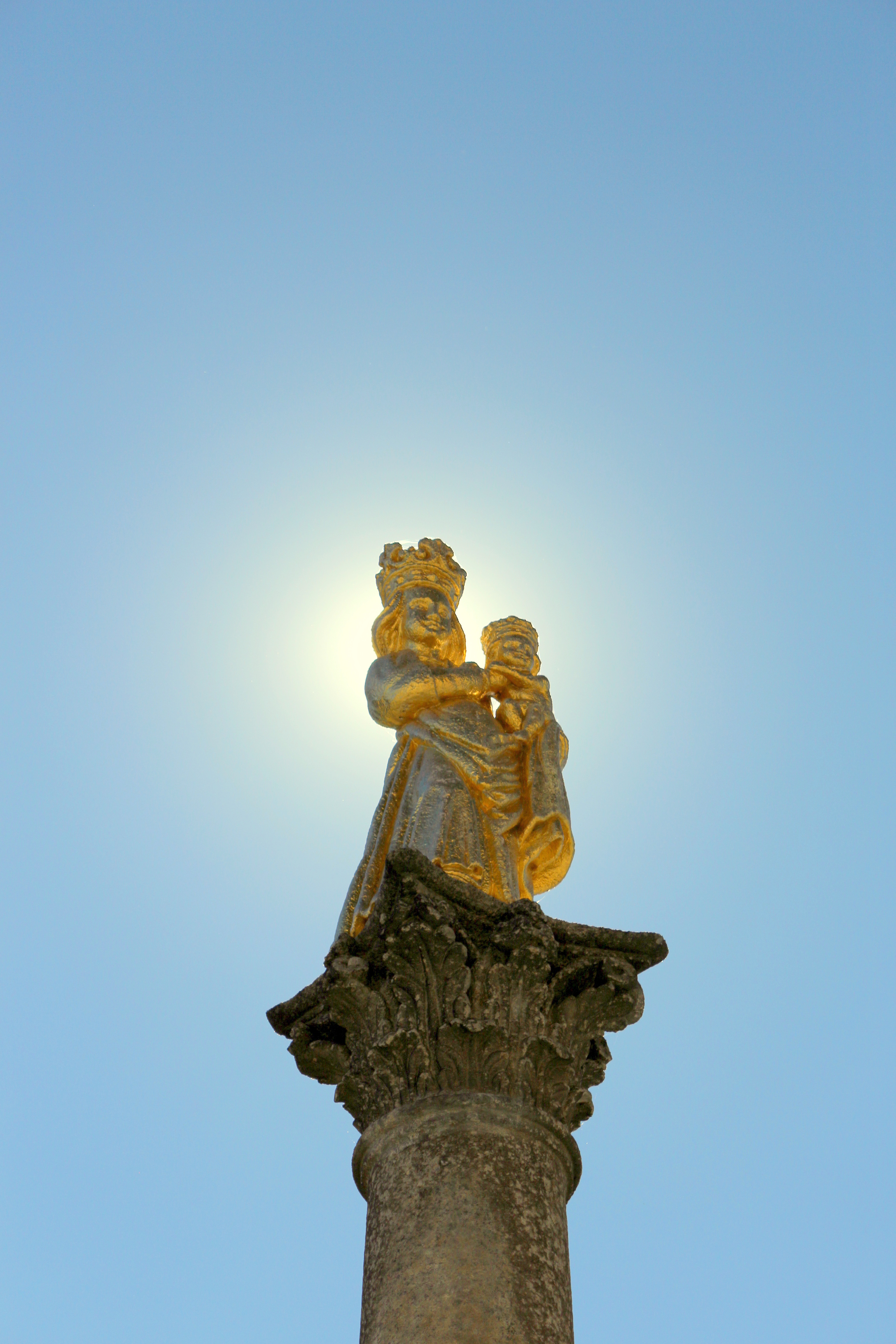
Socha Panny Marie s Ježíškem
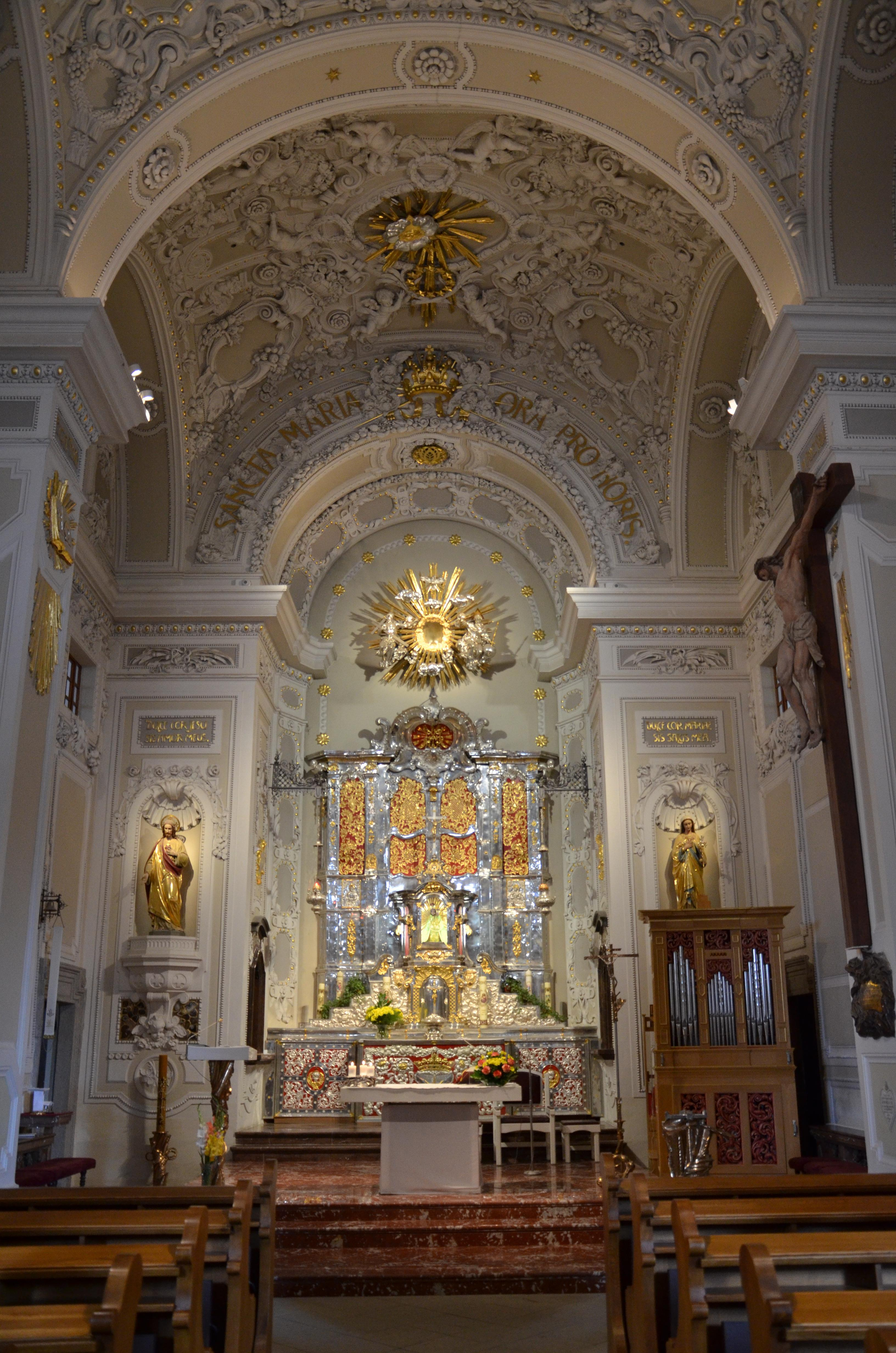
Hlavní stříbrný oltář s Milostnou soškou Panny Marie Svatohorské
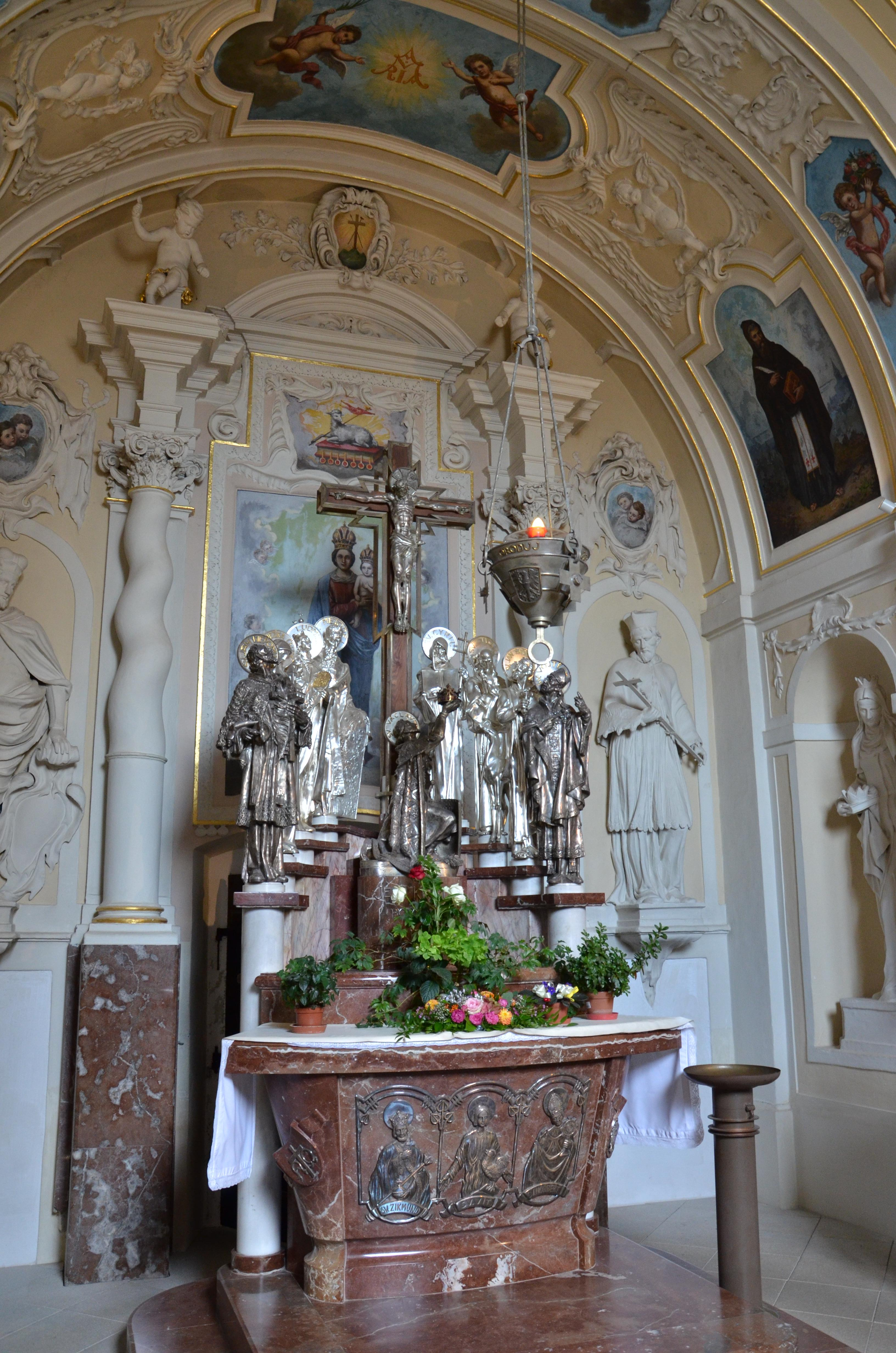
Oltář v kapli českých patronů
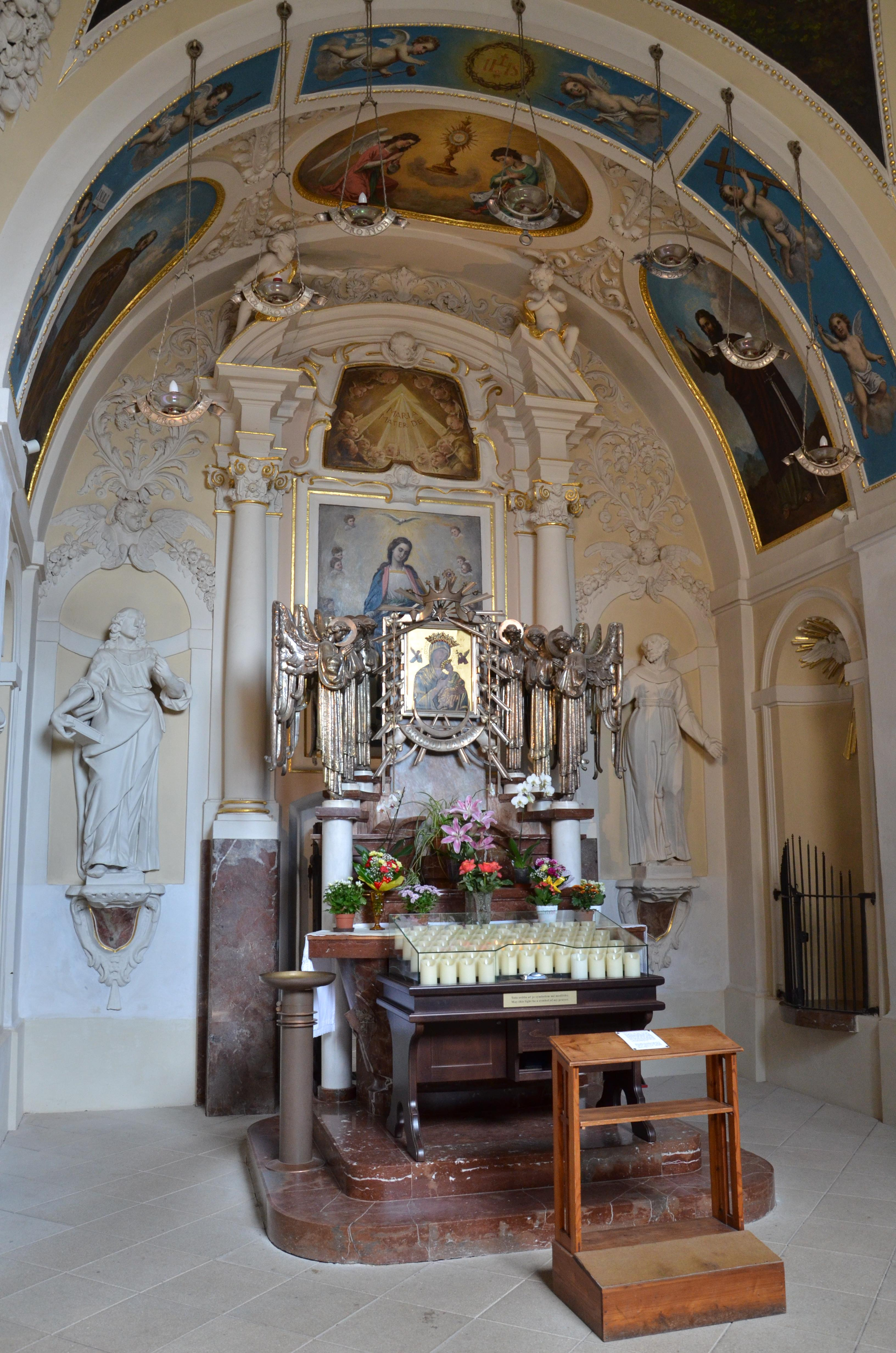
Oltář v kapli Panny Marie Ustavičné pomoci
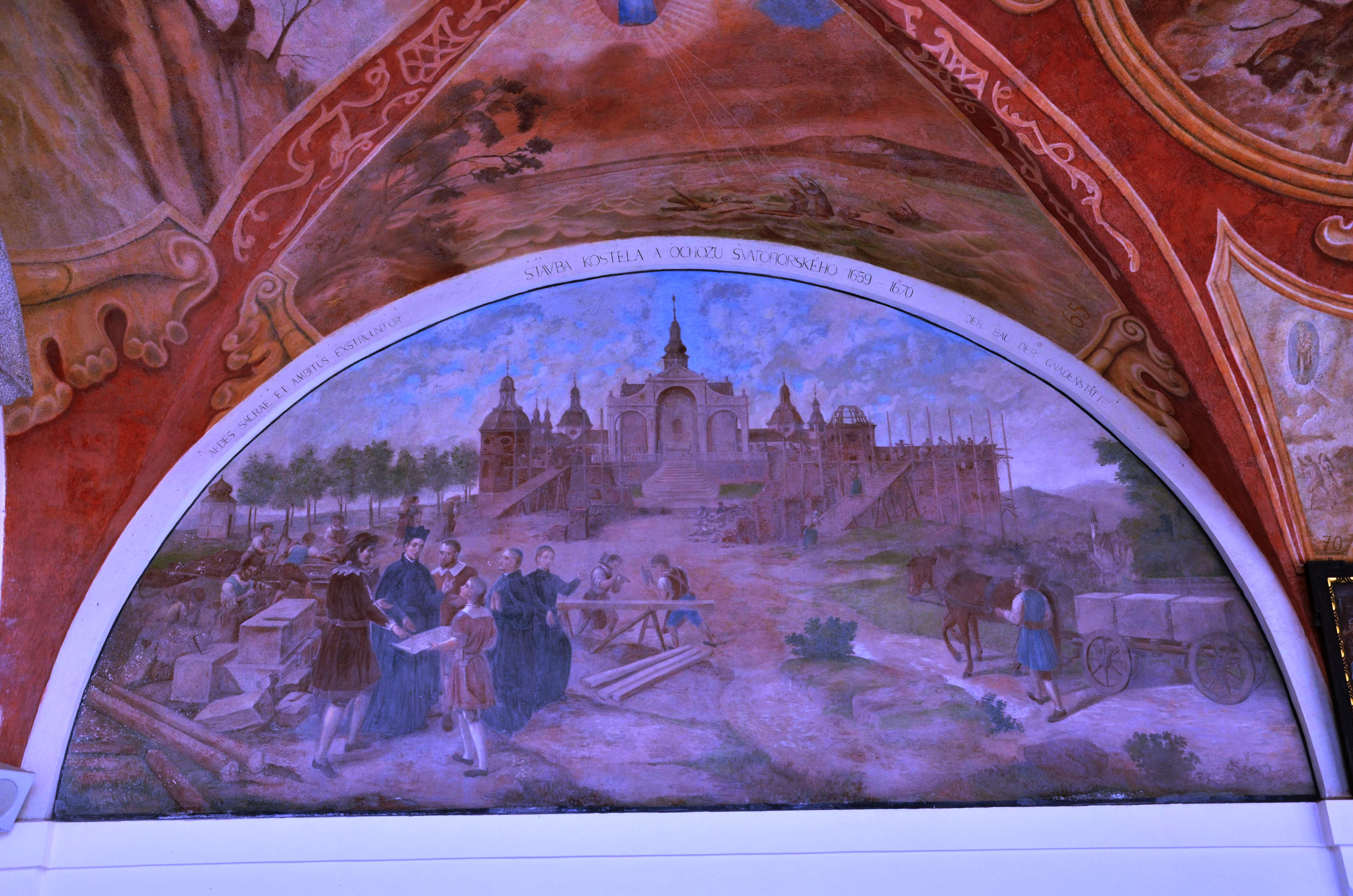
Obraz v ambitu
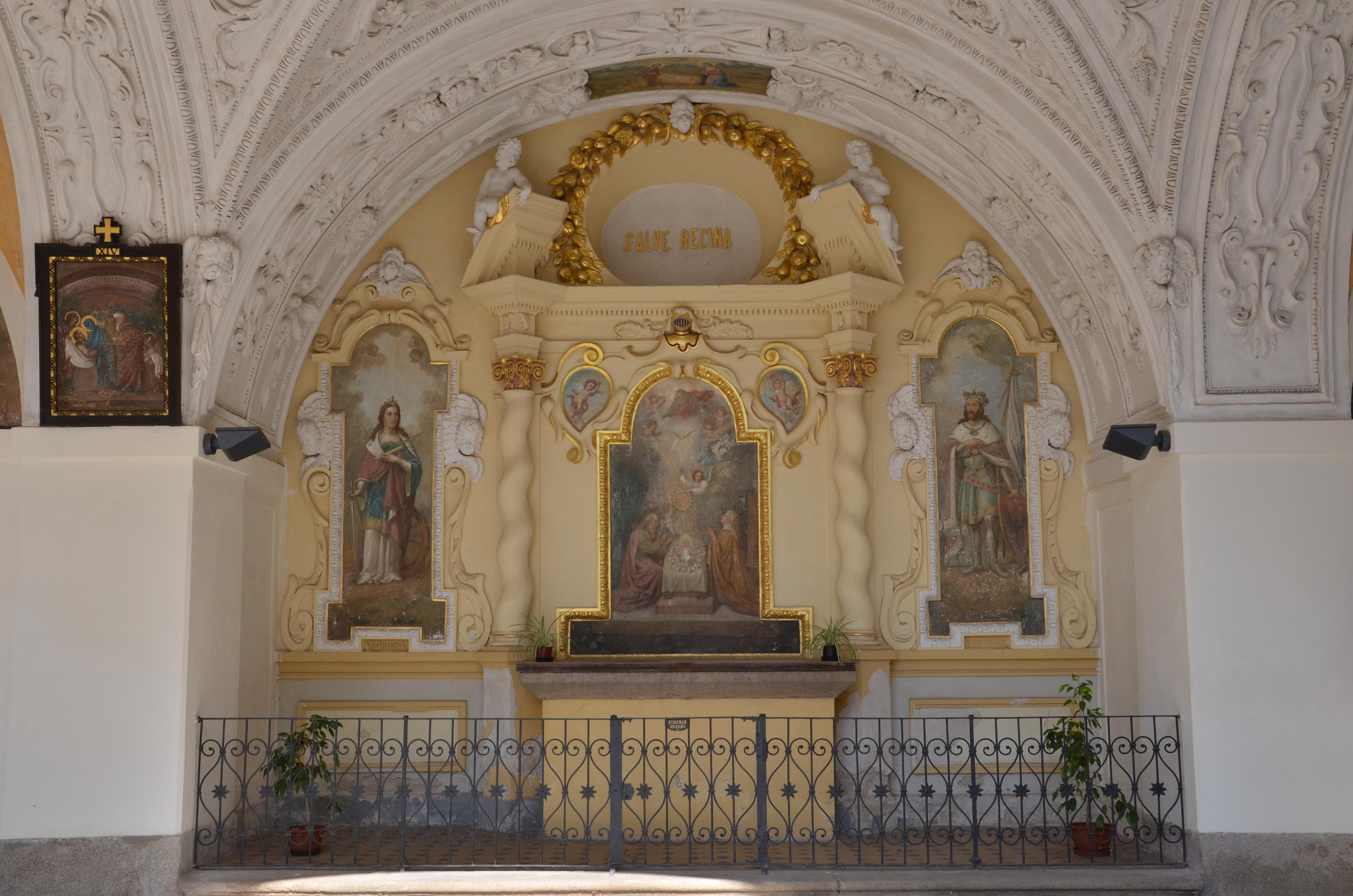
Oltář v ambitu